# 学校法人聖霊学園
学校法人聖霊学園（がっこうほうじんせいれいがくえん）とは、秋田県秋田市に本部を置く学校法人である。

## 設置学校
- 聖霊女子短期大学
- 聖霊学園高等学校 - 令和6年4月1日、聖霊女子短期大学付属高等学校より改称。
- 聖霊女子短期大学付属幼稚園・保育園 - 従来は幼稚園だったが、幼保連携型認定こども園移行にともない、2015年（平成27年）度より保育園を冠している。